# The Mountain Eagle
The Mountain Eagle és una pel·lícula britànico-alemanya muda dirigida per Alfred Hitchcock, estrenada el 1926. El film és considerat com perdut. El mateix Hitchcock en parlava com d'una «pel·lícula dolenta». És la segona d'Alfred Hitchcock com a director després de The Pleasure Garden . La pel·lícula, un melodrama romàntic es va rodar a Kentucky, i tracta d'un vidu (Bernhard Goetzke) que gelosament competeix amb el seu fill esguerrat (John F. Hamilton) i un home que odia (Malcolm Keen) per l'afecte d'una mestra d'escola (Nita Naldi). La pel·lícula es va produir principalment als estudis Emelka Film de Múnic, Alemanya, a la tardor de 1925, amb escenes exteriors rodades al poble de Obergurgl en el Tirol, Àustria. La producció va estar plagada de problemes, incloent-hi la destrucció d'un sostre d'una casa del poble i Hitchcock que va experimentar mal d'altura. Pel fet de produir la pel·lícula a Alemanya, Hitchcock tenia més llibertat en la direcció que la que hauria tingut a Anglaterra, i va ser influenciada per l'estil i tècnica del cinema alemany de la república de Weimar.
La pel·lícula es va emetre pels productors l'octubre de 1926, i no la van aprovar, i no va ser fins després de l'èxit de Hitchcock The Lodger que van estrenar la pel·lícula el maig de 1927. La pel·lícula va tenir una pobra rebuda i va ser criticada per a la seva manca de realisme, i el mateix Hitchcock va dir que la pel·lícula s'havia perdut. Sis instantànies que van sobreviure de The Mountain Eagle es van reproduir en un llibre de François Truffaut. El 2012, un joc de 24 fotografies es van trobar en un arxiu d'un dels amics de confiança de Hitchcock. La Comissió de Cinema Tirol h’ha descrit com "la més buscada pel·lícula del món", i el British Film Institute té la pel·lícula en la part superior de la seva llista de pel·lícules desaparegudes i l'està buscant activament.

## Argument
Pettigrew, un botiguer rebutjat per la institutriu Beatrice Talbot, acusa aquesta última d'intentar seduir el seu fill minusvàlid. Rebutjada per la comunitat, fuig a la muntanya on es casa amb un ermità, John Fulton. Fulton i Pettigrew han estat abans rivals en amors.
Empresonat per a un crim que no ha comès, Fulton finalment és deixat anar. Beatrice i ell poden finalment viure tranquil·lament.

## Repartiment
- Nita Naldi: Beatrice
- Malcolm Keen: John "Fear o' God" Fulton
- John F. Hamilton: Edward Pettigrew
- Bernhard Goetzke: Mr. Pettigrew
- Ferdinand Martini